# Lista över matchresultat i Svenska Hockeyligan 2023/2024
Lista över matchresultat i grundserien av Svenska Hockeyligan 2023/2024.
| Nr | Lag                  | S  | V  | ÖV | ÖF | F  | GM  | IM  | MS  | P   |
| -- | -------------------- | -- | -- | -- | -- | -- | --- | --- | --- | --- |
| 1  | Färjestad BK         | 52 | 30 | 3  | 8  | 11 | 176 | 123 | +53 | 104 |
| 2  | Växjö Lakers HC (RM) | 52 | 29 | 4  | 4  | 15 | 162 | 110 | +52 | 99  |
| 3  | Skellefteå AIK       | 52 | 27 | 6  | 4  | 15 | 154 | 111 | +43 | 97  |
| 4  | Frölunda HC          | 52 | 24 | 10 | 4  | 14 | 144 | 119 | +25 | 96  |
| 5  | Leksands IF          | 52 | 27 | 3  | 5  | 17 | 149 | 123 | +26 | 92  |
| 6  | Linköping HC         | 52 | 23 | 4  | 8  | 17 | 152 | 146 | +6  | 85  |
| 7  | Luleå HF             | 52 | 21 | 7  | 3  | 21 | 130 | 116 | +14 | 80  |
| 8  | Timrå IK             | 52 | 22 | 3  | 8  | 19 | 133 | 137 | −4  | 80  |
| 9  | Rögle BK             | 52 | 17 | 7  | 5  | 23 | 117 | 133 | −16 | 70  |
| 10 | Örebro HK            | 52 | 14 | 9  | 7  | 22 | 115 | 138 | −23 | 67  |
| 11 | Modo (U)             | 52 | 15 | 8  | 6  | 23 | 130 | 162 | −32 | 67  |
| 12 | Malmö Redhawks       | 52 | 16 | 5  | 7  | 24 | 138 | 150 | −12 | 65  |
| 13 | HV71                 | 52 | 13 | 5  | 4  | 30 | 130 | 175 | −45 | 53  |
| 14 | IK Oskarshamn        | 52 | 8  | 4  | 5  | 35 | 110 | 197 | −87 | 37  |

## Matcher
| 14 september 2023 - Skellefteå AIK - MoDo Hockey 2 - 1 (0-0, 1-1, 0-0, 0-0, 1-0) 5643 Skellefteå Kraft Arena - Timrå IK - Frölunda HC 4 - 2 (3-0, 0-1, 1-1) 5190 SCA Arena - Leksands IF - Örebro HK 3 - 5 (2-0, 0-1, 1-4) 6797 Tegera Arena - Färjestad BK - Växjö Lakers HC 4 - 1 (1-0, 0-1, 3-0) 6507 Löfbergs Arena - HV 71 - Linköping HC 2 - 3 (1-1, 0-0, 1-1, 0-0, 0-1) 6800 Husqvarna Garden - IK Oskarshamn - Luleå HF 3 - 2 (0-0, 0-1, 2-1, 0-0, 1-0) 3275 Be-Ge Hockey Center - Rögle BK - IF Malmö Redhawks 3 - 2 (0-0, 1-2, 2-0) 6310 Catena Arena 16 september 2023 - Linköping HC - IK Oskarshamn 4 - 1 (0-0, 2-1, 2-0) 6659 Saab Arena - Frölunda HC - Leksands IF 5 - 2 (0-1, 3-1, 2-0) 12044 Scandinavium - Luleå HF - Timrå IK 4 - 0 (0-0, 1-0, 3-0) 6150 Coop Norrbotten Arena - Färjestad BK - Skellefteå AIK 4 - 1 (2-0, 1-1, 1-0) 7514 Löfbergs Arena - Örebro HK - Rögle BK 2 - 1 (0-0, 0-0, 1-1, 0-0, 1-0) 5500 Behrn Arena - Växjö Lakers HC - IF Malmö Redhawks 5 - 3 (1-2, 1-1, 3-0) 5327 Vida Arena 21 september 2023 - Luleå HF - Örebro HK 1 - 2 (1-0, 0-0, 0-2) 6075 Coop Norrbotten Arena - Skellefteå AIK - Timrå IK 4 - 1 (0-1, 2-0, 2-0) 4031 Skellefteå Kraft Arena - MoDo Hockey - Linköping HC 7 - 4 (2-0, 2-2, 3-2) 6570 Hägglunds Arena - Leksands IF - Rögle BK 4 - 1 (1-1, 0-0, 3-0) 4909 Tegera Arena - HV 71 - Färjestad BK 3 - 6 (2-0, 1-1, 0-5) 6147 Husqvarna Garden - IK Oskarshamn - Växjö Lakers HC 2 - 5 (0-1, 0-2, 2-2) 3148 Be-Ge Hockey Center - IF Malmö Redhawks - Frölunda HC 3 - 2 (1-0, 1-1, 0-1, 1-0) 6174 Malmö Arena 23 september 2023 - Skellefteå AIK - Örebro HK 1 - 3 (0-1, 1-1, 0-1) 4588 Skellefteå Kraft Arena - HV 71 - IK Oskarshamn 6 - 2 (4-0, 1-1, 1-1) 6800 Husqvarna Garden - IF Malmö Redhawks - Färjestad BK 3 - 1 (1-0, 1-1, 1-0) 6224 Malmö Arena - Timrå IK - MoDo Hockey 4 - 2 (1-1, 2-1, 1-0) 5800 SCA Arena - Linköping HC - Leksands IF 0 - 3 (0-0, 0-2, 0-1) 7063 Saab Arena - Frölunda HC - Luleå HF 2 - 1 (1-0, 1-1, 0-0) 10217 Scandinavium - Rögle BK - Växjö Lakers HC 3 - 1 (2-0, 1-1, 0-0) 6056 Catena Arena 26 september 2023 - MoDo Hockey - HV 71 6 - 1 (2-0, 2-1, 2-0) 4223 Hägglunds Arena - Frölunda HC - Linköping HC 3 - 2 (0-0, 2-1, 0-1, 0-0, 1-0) 7428 Scandinavium 28 september 2023 - Luleå HF - HV 71 5 - 2 (2-1, 2-0, 1-1) 6015 Coop Norrbotten Arena - MoDo Hockey - Rögle BK 2 - 1 (1-0, 1-0, 0-1) 4321 Hägglunds Arena - Leksands IF - Skellefteå AIK 1 - 2 (0-1, 0-0, 1-1) 5307 Tegera Arena - Färjestad BK - Linköping HC 3 - 1 (1-0, 0-0, 2-1) 6214 Löfbergs Arena - Örebro HK - IF Malmö Redhawks 2 - 3 (0-0, 1-2, 1-0, 0-0, 0-1) 5243 Behrn Arena - IK Oskarshamn - Timrå IK 2 - 5 (1-1, 0-2, 1-2) 2913 Be-Ge Hockey Center - Växjö Lakers HC - Frölunda HC 4 - 1 (1-0, 1-0, 2-1) 4022 Vida Arena 30 september 2023 - Luleå HF - Linköping HC 4 - 1 (1-1, 2-0, 1-0) 6150 Coop Norrbotten Arena - Frölunda HC - Rögle BK 8 - 2 (3-0, 2-2, 3-0) 9184 Scandinavium - Växjö Lakers HC - Timrå IK 2 - 3 (0-1, 2-0, 0-1, 0-1) 3844 Vida Arena - IF Malmö Redhawks - MoDo Hockey 3 - 4 (0-2, 1-0, 2-1, 0-1) 6775 Malmö Arena - Skellefteå AIK - HV 71 3 - 1 (2-1, 0-0, 1-0) 4471 Skellefteå Kraft Arena - Färjestad BK - Leksands IF 5 - 0 (2-0, 1-0, 2-0) 8250 Löfbergs Arena - Örebro HK - IK Oskarshamn 3 - 2 (2-0, 1-1, 0-1) 5500 Behrn Arena 3 oktober 2023 - MoDo Hockey - Leksands IF 0 - 4 (0-0, 0-1, 0-3) 5107 Hägglunds Arena 5 oktober 2023 - Timrå IK - Färjestad BK 2 - 5 (1-2, 0-1, 1-2) 4758 SCA Arena - Linköping HC - IF Malmö Redhawks 6 - 3 (1-3, 3-0, 2-0) 6385 Saab Arena - Frölunda HC - Örebro HK 4 - 3 (2-0, 0-1, 1-2, 1-0) 8285 Scandinavium - HV 71 - Växjö Lakers HC 4 - 1 (1-0, 1-0, 2-1) 5784 Husqvarna Garden - IK Oskarshamn - Skellefteå AIK 1 - 2 (0-0, 1-1, 0-1) 3115 Be-Ge Hockey Center - Rögle BK - Luleå HF 1 - 0 (0-0, 1-0, 0-0) 5683 Catena Arena 7 oktober 2023 - Timrå IK - Linköping HC 2 - 3 (1-0, 1-0, 0-2, 0-1) 5098 SCA Arena - Leksands IF - HV 71 5 - 2 (2-1, 2-1, 1-0) 7650 Tegera Arena - Rögle BK - IK Oskarshamn 5 - 2 (0-1, 2-1, 3-0) 5907 Catena Arena - IF Malmö Redhawks - Luleå HF 1 - 2 (1-0, 0-0, 0-1, 0-0, 0-1) 6192 Malmö Arena - MoDo Hockey - Frölunda HC 4 - 3 (0-1, 4-1, 0-1) 6412 Hägglunds Arena - Örebro HK - Färjestad BK 1 - 2 (0-1, 1-0, 0-1) 5500 Behrn Arena - Växjö Lakers HC - Skellefteå AIK 2 - 0 (0-0, 0-0, 2-0) 4311 Vida Arena 12 oktober 2023 - Luleå HF - MoDo Hockey 3 - 1 (1-1, 1-0, 1-0) 6150 Coop Norrbotten Arena - Skellefteå AIK - Frölunda HC 3 - 0 (0-0, 2-0, 1-0) 4447 Skellefteå Kraft Arena - Färjestad BK - IK Oskarshamn 1 - 2 (0-0, 1-1, 0-1) 5678 Löfbergs Arena - Örebro HK - Timrå IK 3 - 2 (0-0, 0-1, 2-1, 1-0) 5220 Behrn Arena - Linköping HC - Växjö Lakers HC 3 - 2 (1-0, 1-1, 1-1) 5368 Saab Arena - HV 71 - Rögle BK 4 - 0 (1-0, 2-0, 1-0) 5646 Husqvarna Garden - IF Malmö Redhawks - Leksands IF 3 - 2 (2-0, 0-0, 1-2) 5359 Malmö Arena 14 oktober 2023 - Skellefteå AIK - Linköping HC 3 - 1 (2-0, 1-0, 0-1) 5051 Skellefteå Kraft Arena - MoDo Hockey - Örebro HK 3 - 1 (0-0, 1-0, 2-1) 6751 Hägglunds Arena - Färjestad BK - Rögle BK 4 - 2 (2-0, 0-1, 2-1) 7974 Löfbergs Arena - Frölunda HC - HV 71 6 - 4 (0-4, 3-0, 3-0) 12044 Scandinavium - Timrå IK - Leksands IF 2 - 1 (0-0, 0-0, 2-1) 5296 SCA Arena - IK Oskarshamn - IF Malmö Redhawks 1 - 4 (0-1, 0-1, 1-2) 3275 Be-Ge Hockey Center - Växjö Lakers HC - Luleå HF 2 - 5 (1-1, 0-3, 1-1) 4412 Vida Arena 19 oktober 2023 - Luleå HF - Färjestad BK 2 - 1 (0-0, 1-0, 0-1, 0-0, 1-0) 6150 Coop Norrbotten Arena - Leksands IF - IK Oskarshamn 1 - 2 (0-0, 1-0, 0-1, 0-0, 0-1) 4757 Tegera Arena - Örebro HK - HV 71 6 - 2 (1-0, 1-1, 4-1) 5304 Behrn Arena - Linköping HC - Frölunda HC 3 - 0 (1-0, 1-0, 1-0) 5504 Saab Arena - Växjö Lakers HC - MoDo Hockey 1 - 0 (1-0, 0-0, 0-0) 4028 Vida Arena - Rögle BK - Skellefteå AIK 3 - 6 (3-0, 0-3, 0-3) 5758 Catena Arena - IF Malmö Redhawks - Timrå IK 3 - 4 (1-1, 1-2, 1-1) 5146 Malmö Arena 21 oktober 2023 - Örebro HK - Linköping HC 5 - 2 (1-1, 0-0, 4-1) 5500 Behrn Arena - HV 71 - IF Malmö Redhawks 0 - 8 (0-0, 0-4, 0-4) 6800 Husqvarna Garden - Rögle BK - Timrå IK 2 - 1 (0-0, 2-1, 0-0) 6136 Catena Arena - Skellefteå AIK - Luleå HF 0 - 1 (0-0, 0-0, 0-1) 5801 Skellefteå Kraft Arena - Leksands IF - Växjö Lakers HC 1 - 2 (0-0, 0-2, 1-0) 6095 Tegera Arena - Färjestad BK - Frölunda HC 1 - 2 (1-0, 0-1, 0-0, 0-0, 0-1) 8250 Löfbergs Arena - IK Oskarshamn - MoDo Hockey 7 - 2 (0-1, 3-0, 4-1) 3275 Be-Ge Hockey Center 24 oktober 2023 - Linköping HC - Rögle BK 3 - 2 (1-0, 1-1, 1-1) 5681 Saab Arena - IF Malmö Redhawks - HV 71 2 - 0 (1-0, 0-0, 1-0) 5126 Malmö Arena - Växjö Lakers HC - Frölunda HC 3 - 0 (1-0, 0-0, 2-0) 4452 Vida Arena 26 oktober 2023 - Luleå HF - Leksands IF 1 - 4 (0-0, 0-2, 1-2) 6150 Coop Norrbotten Arena - Timrå IK - HV 71 3 - 0 (0-0, 2-0, 1-0) 4694 SCA Arena - MoDo Hockey - Färjestad BK 4 - 3 (1-1, 1-1, 1-1, 1-0) 4810 Hägglunds Arena - Frölunda HC - IK Oskarshamn 2 - 3 (0-0, 2-2, 0-1) 8392 Scandinavium - Växjö Lakers HC - Örebro HK 4 - 2 (0-1, 2-0, 2-1) 4006 Vida Arena - Skellefteå AIK - IF Malmö Redhawks 2 - 1 (0-1, 2-0, 0-0) 4017 Skellefteå Kraft Arena 28 oktober 2023 - Örebro HK - Frölunda HC 1 - 3 (1-0, 0-1, 0-2) 5500 Behrn Arena - Linköping HC - Timrå IK 4 - 3 (2-0, 1-0, 0-3, 1-0) 6623 Saab Arena - IK Oskarshamn - HV 71 2 - 5 (1-1, 1-1, 0-3) 3275 Be-Ge Hockey Center - Skellefteå AIK - Leksands IF 1 - 4 (0-1, 1-1, 0-2) 4917 Skellefteå Kraft Arena - MoDo Hockey - Luleå HF 2 - 5 (1-1, 1-3, 0-1) 7115 Hägglunds Arena - Rögle BK - Färjestad BK 1 - 2 (0-1, 1-0, 0-1) 6310 Catena Arena - IF Malmö Redhawks - Växjö Lakers HC 2 - 0 (0-0, 1-0, 1-0) 6481 Malmö Arena 31 oktober 2023 - Leksands IF - Timrå IK 4 - 1 (0-1, 3-0, 1-0) 5732 Tegera Arena 2 november 2023 - Timrå IK - Växjö Lakers HC 3 - 2 (0-1, 3-0, 0-1) 4751 SCA Arena - Leksands IF - IF Malmö Redhawks 6 - 2 (0-0, 4-2, 2-0) 7055 Tegera Arena - Färjestad BK - Luleå HF 7 - 3 (3-0, 2-0, 2-3) 8142 Löfbergs Arena - Frölunda HC - MoDo Hockey 3 - 2 (2-0, 1-1, 0-1) 12044 Scandinavium - HV 71 - Skellefteå AIK 3 - 1 (0-0, 2-1, 1-0) 6693 Husqvarna Garden - IK Oskarshamn - Linköping HC 4 - 6 (3-1, 1-1, 0-4) 3275 Be-Ge Hockey Center - Rögle BK - Örebro HK 4 - 5 (2-1, 1-1, 1-2, 0-0, 0-1) 6007 Catena Arena 4 november 2023 - Frölunda HC - Färjestad BK 2 - 1 (0-0, 1-1, 0-0, 1-0) 12044 Scandinavium - IF Malmö Redhawks - Örebro HK 4 - 2 (0-0, 4-1, 0-1) 7252 Malmö Arena - Luleå HF - Rögle BK 3 - 5 (2-1, 0-1, 1-3) 6150 Coop Norrbotten Arena - Linköping HC - Skellefteå AIK 3 - 0 (1-0, 2-0, 0-0) 7003 Saab Arena - HV 71 - MoDo Hockey 1 - 2 (1-1, 0-0, 0-0, 0-1) 6800 Husqvarna Garden - Växjö Lakers HC - IK Oskarshamn 9 - 1 (3-0, 2-1, 4-0) 5233 Vida Arena 16 november 2023 - Skellefteå AIK - Växjö Lakers HC 4 - 5 (2-2, 1-2, 1-0, 0-0, 0-1) 4491 Skellefteå Kraft Arena - Timrå IK - Luleå HF 2 - 5 (1-0, 1-2, 0-3) 4658 SCA Arena - MoDo Hockey - IK Oskarshamn 3 - 0 (0-0, 2-0, 1-0) 5255 Hägglunds Arena - Örebro HK - Leksands IF 1 - 2 (0-1, 1-0, 0-1) 5500 Behrn Arena - Linköping HC - Färjestad BK 4 - 2 (2-1, 1-1, 1-0) 8190 Saab Arena - Frölunda HC - IF Malmö Redhawks 3 - 2 (0-0, 1-2, 2-0) 9128 Scandinavium - Rögle BK - HV 71 5 - 4 (0-2, 2-2, 2-0, 0-0, 1-0) 5904 Catena Arena 18 november 2023 - Luleå HF - Frölunda HC 4 - 2 (2-0, 1-0, 1-2) 6150 Coop Norrbotten Arena - IK Oskarshamn - Rögle BK 1 - 4 (0-1, 0-2, 1-1) 3146 Be-Ge Hockey Center - Växjö Lakers HC - Linköping HC 4 - 3 (2-0, 1-1, 0-2, 0-0, 1-0) 5502 Vida Arena - Timrå IK - Skellefteå AIK 1 - 2 (1-1, 0-0, 0-0, 0-0, 0-1) 5302 SCA Arena - IF Malmö Redhawks - MoDo Hockey 3 - 4 (1-1, 1-2, 1-1) 6527 Malmö Arena - Färjestad BK - Örebro HK 3 - 0 (0-0, 1-0, 2-0) 8250 Löfbergs Arena - HV 71 - Leksands IF 5 - 3 (2-2, 1-0, 2-1) 6800 Husqvarna Garden 23 november 2023 - Skellefteå AIK - IK Oskarshamn 7 - 0 (3-0, 3-0, 1-0) 4089 Skellefteå Kraft Arena - Leksands IF - Luleå HF 3 - 0 (1-0, 0-0, 2-0) 6023 Tegera Arena - Färjestad BK - IF Malmö Redhawks 4 - 3 (1-3, 1-0, 1-0, 1-0) 6021 Löfbergs Arena - Örebro HK - MoDo Hockey 3 - 4 (0-1, 2-2, 1-0, 0-0, 0-1) 5406 Behrn Arena - Frölunda HC - Växjö Lakers HC 2 - 3 (0-0, 2-1, 0-1, 0-1) 10457 Scandinavium - HV 71 - Timrå IK 4 - 3 (0-1, 1-1, 2-1, 1-0) 6493 Husqvarna Garden - Rögle BK - Linköping HC 4 - 3 (3-0, 0-2, 0-1, 0-0, 1-0) 5587 Catena Arena 25 november 2023 - Linköping HC - Örebro HK 2 - 4 (0-1, 1-1, 1-2) 7219 Saab Arena - Frölunda HC - Timrå IK 0 - 2 (0-1, 0-0, 0-1) 11680 Scandinavium - Luleå HF - IK Oskarshamn 4 - 1 (3-0, 1-0, 0-1) 6150 Coop Norrbotten Arena - MoDo Hockey - Skellefteå AIK 1 - 4 (0-2, 0-0, 1-2) 7115 Hägglunds Arena - Leksands IF - Färjestad BK 2 - 4 (1-0, 0-1, 1-3) 7650 Tegera Arena - Växjö Lakers HC - HV 71 6 - 1 (2-0, 2-1, 2-0) 5750 Vida Arena 26 november 2023 - IF Malmö Redhawks - Rögle BK 0 - 4 (0-2, 0-1, 0-1) 12600 Malmö Arena 28 november 2023 - Skellefteå AIK - Färjestad BK 4 - 7 (2-1, 0-3, 2-3) 4611 Skellefteå Kraft Arena - Timrå IK - Rögle BK 4 - 0 (1-0, 1-0, 2-0) 4367 SCA Arena - MoDo Hockey - Växjö Lakers HC 1 - 4 (0-1, 0-1, 1-2) 4470 Hägglunds Arena - Örebro HK - Luleå HF 5 - 2 (1-1, 2-1, 2-0) 5335 Behrn Arena - IK Oskarshamn - Leksands IF 4 - 8 (0-2, 3-2, 1-4) 2808 Be-Ge Hockey Center - Linköping HC - Frölunda HC 0 - 2 (0-1, 0-0, 0-1) 6053 Saab Arena 30 november 2023 - Luleå HF - Skellefteå AIK 2 - 0 (0-0, 0-0, 2-0) 6150 Coop Norrbotten Arena - Färjestad BK - Timrå IK 2 - 4 (0-1, 1-2, 1-1) 5939 Löfbergs Arena - Linköping HC - MoDo Hockey 4 - 0 (2-0, 1-0, 1-0) 7202 Saab Arena - HV 71 - Örebro HK 3 - 2 (1-0, 0-1, 1-1, 0-0, 1-0) 5761 Husqvarna Garden - Växjö Lakers HC - Leksands IF 2 - 3 (0-1, 1-0, 1-1, 0-0, 0-1) 4620 Vida Arena - Rögle BK - Frölunda HC 5 - 4 (1-3, 1-1, 2-0, 1-0) 6097 Catena Arena - IF Malmö Redhawks - IK Oskarshamn 4 - 3 (1-0, 2-0, 0-3, 1-0) 4754 Malmö Arena 2 december 2023 - Leksands IF - Linköping HC 0 - 4 (0-0, 0-3, 0-1) 7650 Tegera Arena - IK Oskarshamn - Frölunda HC 0 - 1 (0-0, 0-0, 0-1) 3089 Be-Ge Hockey Center - Rögle BK - MoDo Hockey 0 - 2 (0-0, 0-2, 0-0) 6310 Catena Arena - Luleå HF - Växjö Lakers HC 0 - 2 (0-0, 0-1, 0-1) 6150 Coop Norrbotten Arena - Timrå IK - IF Malmö Redhawks 3 - 1 (0-0, 0-1, 3-0) 4589 SCA Arena - Färjestad BK - HV 71 6 - 3 (3-1, 1-1, 2-1) 8118 Löfbergs Arena - Örebro HK - Skellefteå AIK 1 - 2 (1-0, 0-1, 0-0, 0-1) 5500 Behrn Arena 7 december 2023 - Skellefteå AIK - Rögle BK 4 - 2 (2-1, 0-0, 2-1) 4011 Skellefteå Kraft Arena - MoDo Hockey - Timrå IK 4 - 2 (2-2, 1-0, 1-0) 7115 Hägglunds Arena - Leksands IF - Frölunda HC 1 - 2 (0-0, 1-0, 0-2) 5946 Tegera Arena - HV 71 - Luleå HF 3 - 4 (2-2, 0-1, 1-0, 0-1) 5565 Husqvarna Garden - IK Oskarshamn - Örebro HK 5 - 1 (1-1, 3-0, 1-0) 2848 Be-Ge Hockey Center - Växjö Lakers HC - Färjestad BK 4 - 2 (0-0, 0-1, 4-1) 5237 Vida Arena - IF Malmö Redhawks - Linköping HC 1 - 2 (0-1, 1-1, 0-0) 5567 Malmö Arena 9 december 2023 - Skellefteå AIK - IF Malmö Redhawks 5 - 4 (3-1, 2-0, 0-3) 5266 Skellefteå Kraft Arena - Timrå IK - IK Oskarshamn 4 - 2 (1-1, 1-0, 2-1) 4610 SCA Arena - Örebro HK - Växjö Lakers HC 2 - 4 (0-2, 2-1, 0-1) 5309 Behrn Arena - Färjestad BK - MoDo Hockey 5 - 1 (2-1, 1-0, 2-0) 8250 Löfbergs Arena - Linköping HC - Luleå HF 5 - 2 (1-0, 0-2, 4-0) 6361 Saab Arena - HV 71 - Frölunda HC 4 - 3 (0-2, 3-1, 1-0) 6800 Husqvarna Garden - Rögle BK - Leksands IF 2 - 5 (1-1, 1-2, 0-2) 6231 Catena Arena 19 december 2023 - Frölunda HC - Skellefteå AIK 4 - 3 (2-0, 1-3, 0-0, 1-0) 10503 Scandinavium - IF Malmö Redhawks - Timrå IK 4 - 1 (1-1, 3-0, 0-0) 5378 Malmö Arena - Växjö Lakers HC - Rögle BK 3 - 4 (1-1, 1-2, 1-0, 0-0, 0-1) 4533 Vida Arena - Färjestad BK - MoDo Hockey 7 - 3 (3-1, 2-1, 2-1) 6946 Löfbergs Arena - IK Oskarshamn - HV 71 6 - 1 (0-0, 1-1, 5-0) 3275 Be-Ge Hockey Center | - Leksands IF - Linköping HC 5 - 4 (2-1, 1-2, 2-1) 6503 Tegera Arena 26 december 2023 - Timrå IK - Örebro HK 2 - 4 (2-2, 0-1, 0-1) 5601 SCA Arena - Linköping HC - HV 71 4 - 1 (0-0, 0-0, 4-1) 8190 Saab Arena - Växjö Lakers HC - Rögle BK 2 - 1 (0-0, 1-1, 1-0) 5750 Vida Arena - Luleå HF - IF Malmö Redhawks 2 - 3 (1-0, 0-1, 1-2) 6150 Coop Norrbotten Arena - Leksands IF - MoDo Hockey 5 - 0 (0-0, 2-0, 3-0) 7650 Tegera Arena - IK Oskarshamn - Färjestad BK 5 - 4 (1-1, 2-2, 1-1, 0-0, 1-0) 3275 Be-Ge Hockey Center 28 december 2023 - Luleå HF - Färjestad BK 2 - 1 (1-0, 0-0, 1-1) 6150 Coop Norrbotten Arena - Skellefteå AIK - Timrå IK 2 - 5 (2-1, 0-1, 0-3) 5801 Skellefteå Kraft Arena - MoDo Hockey - HV 71 5 - 3 (0-0, 1-2, 4-1) 7012 Hägglunds Arena - Örebro HK - Linköping HC 2 - 3 (1-1, 0-1, 1-1) 5500 Behrn Arena - Rögle BK - IK Oskarshamn 1 - 4 (0-0, 1-1, 0-3) 6310 Catena Arena - IF Malmö Redhawks - Leksands IF 1 - 4 (0-2, 0-2, 1-0) 8814 Malmö Arena 30 december 2023 - Skellefteå AIK - Luleå HF 5 - 2 (2-1, 1-0, 2-1) 5801 Skellefteå Kraft Arena - Timrå IK - Leksands IF 2 - 4 (0-0, 2-2, 0-2) 5600 SCA Arena - Färjestad BK - IK Oskarshamn 3 - 1 (1-0, 1-0, 1-1) 8250 Löfbergs Arena - MoDo Hockey - Örebro HK 2 - 3 (0-0, 2-2, 0-0, 0-0, 0-1) 6433 Hägglunds Arena - HV 71 - Växjö Lakers HC 3 - 2 (1-0, 2-2, 0-0) 6800 Husqvarna Garden - Rögle BK - IF Malmö Redhawks 3 - 2 (0-0, 2-1, 0-1, 1-0) 6310 Catena Arena 2 januari 2024 - IF Malmö Redhawks - Skellefteå AIK 3 - 0 (1-0, 1-0, 1-0) 6404 Malmö Arena 4 januari 2024 - Luleå HF - MoDo Hockey 3 - 4 (0-2, 3-0, 0-1, 0-1) 6150 Coop Norrbotten Arena - Timrå IK - Linköping HC 2 - 3 (1-1, 1-0, 0-2) 4180 SCA Arena - Leksands IF - Rögle BK 4 - 0 (0-0, 0-0, 4-0) 7322 Tegera Arena - Färjestad BK - Frölunda HC 2 - 4 (1-0, 0-1, 1-3) 8250 Löfbergs Arena - Örebro HK - HV 71 2 - 6 (0-1, 1-2, 1-3) 5312 Behrn Arena - IK Oskarshamn - Skellefteå AIK 4 - 5 (1-2, 2-1, 1-1, 0-1) 3186 Be-Ge Hockey Center - Växjö Lakers HC - IF Malmö Redhawks 4 - 2 (1-0, 1-1, 2-1) 4468 Vida Arena 6 januari 2024 - MoDo Hockey - Rögle BK 1 - 5 (1-2, 0-0, 0-3) 6331 Hägglunds Arena - Leksands IF - IK Oskarshamn 2 - 3 (0-0, 2-1, 0-1, 0-1) 7650 Tegera Arena - Växjö Lakers HC - Skellefteå AIK 1 - 2 (1-0, 0-0, 0-2) 5385 Vida Arena - IF Malmö Redhawks - Frölunda HC 2 - 3 (0-1, 1-0, 1-1, 0-0, 0-1) 7026 Malmö Arena - Luleå HF - Timrå IK 0 - 3 (0-1, 0-1, 0-1) 6150 Coop Norrbotten Arena - Örebro HK - Färjestad BK 3 - 6 (2-1, 1-2, 0-3) 5500 Behrn Arena - HV 71 - Linköping HC 4 - 3 (0-0, 2-0, 1-3, 1-0) 6800 Husqvarna Garden 8 januari 2024 - Timrå IK - Rögle BK 2 - 3 (1-1, 0-1, 1-1) 3908 SCA Arena 11 januari 2024 - Skellefteå AIK - HV 71 3 - 1 (3-0, 0-1, 0-0) 4816 Skellefteå Kraft Arena - MoDo Hockey - Leksands IF 3 - 4 (1-2, 2-0, 0-1, 0-1) 4291 Hägglunds Arena - Färjestad BK - Växjö Lakers HC 1 - 5 (0-1, 1-0, 0-4) 7028 Löfbergs Arena - Linköping HC - IF Malmö Redhawks 3 - 0 (1-0, 1-0, 1-0) 6731 Saab Arena - Frölunda HC - Örebro HK 5 - 0 (3-0, 1-0, 1-0) 8497 Scandinavium - IK Oskarshamn - Luleå HF 0 - 3 (0-2, 0-1, 0-0) 3275 Be-Ge Hockey Center - Rögle BK - Timrå IK 5 - 1 (1-0, 3-1, 1-0) 5822 Catena Arena 13 januari 2024 - Luleå HF - HV 71 2 - 1 (0-1, 1-0, 1-0) 6150 Coop Norrbotten Arena - Skellefteå AIK - Linköping HC 7 - 1 (3-0, 1-0, 3-1) 5370 Skellefteå Kraft Arena - Timrå IK - Färjestad BK 1 - 4 (0-1, 1-1, 0-2) 5800 SCA Arena - Frölunda HC - Rögle BK 3 - 0 (0-0, 1-0, 2-0) 12044 Scandinavium - Örebro HK - IF Malmö Redhawks 3 - 0 (1-0, 1-0, 1-0) 5306 Behrn Arena - IK Oskarshamn - MoDo Hockey 3 - 4 (1-2, 2-1, 0-0, 0-1) 3275 Be-Ge Hockey Center - Växjö Lakers HC - Leksands IF 8 - 1 (2-0, 3-0, 3-1) 5610 Vida Arena 18 januari 2024 - Timrå IK - Frölunda HC 6 - 2 (1-2, 4-0, 1-0) 4019 SCA Arena - Färjestad BK - Skellefteå AIK 0 - 3 (0-1, 0-1, 0-1) 6446 Löfbergs Arena - Örebro HK - IK Oskarshamn 0 - 2 (0-1, 0-1, 0-0) 5148 Behrn Arena - Linköping HC - Leksands IF 2 - 5 (0-3, 1-0, 1-2) 8001 Saab Arena - HV 71 - IF Malmö Redhawks 5 - 3 (1-1, 4-1, 0-1) 6104 Husqvarna Garden - Växjö Lakers HC - MoDo Hockey 4 - 2 (2-2, 2-0, 0-0) 4356 Vida Arena - Rögle BK - Luleå HF 1 - 2 (0-0, 1-1, 0-0, 0-1) 5896 Catena Arena 20 januari 2024 - Skellefteå AIK - Frölunda HC 1 - 3 (0-1, 0-0, 1-2) 5601 Skellefteå Kraft Arena - MoDo Hockey - Linköping HC 0 - 3 (0-1, 0-1, 0-1) 6146 Hägglunds Arena - Färjestad BK - Rögle BK 3 - 0 (1-0, 0-0, 2-0) 8250 Löfbergs Arena - IF Malmö Redhawks - Luleå HF 0 - 4 (0-1, 0-1, 0-2) 12438 Malmö Arena - Leksands IF - HV 71 3 - 2 (1-1, 0-0, 2-1) 7237 Tegera Arena - IK Oskarshamn - Timrå IK 2 - 4 (1-2, 1-0, 0-2) 3275 Be-Ge Hockey Center - Växjö Lakers HC - Örebro HK 4 - 0 (2-0, 2-0, 0-0) 5379 Vida Arena 23 januari 2024 - Örebro HK - Frölunda HC 2 - 1 (0-1, 0-0, 2-0) 5217 Behrn Arena - Luleå HF - Växjö Lakers HC 4 - 3 (2-0, 0-2, 2-1) 6037 Coop Norrbotten Arena - Färjestad BK - Timrå IK 0 - 3 (0-3, 0-0, 0-0) 5744 Löfbergs Arena 25 januari 2024 - Luleå HF - Leksands IF 4 - 3 (0-1, 1-1, 2-1, 0-0, 1-0) 6150 Coop Norrbotten Arena - Skellefteå AIK - Örebro HK 2 - 3 (0-2, 1-0, 1-0, 0-0, 0-1) 4172 Skellefteå Kraft Arena - Timrå IK - MoDo Hockey 2 - 1 (1-1, 0-0, 1-0) 5800 SCA Arena - Linköping HC - Växjö Lakers HC 2 - 4 (0-1, 1-1, 1-2) 5642 Saab Arena - Frölunda HC - IK Oskarshamn 5 - 2 (0-2, 4-0, 1-0) 9534 Scandinavium - HV 71 - Rögle BK 2 - 1 (0-1, 1-0, 0-0, 1-0) 6379 Husqvarna Garden - IF Malmö Redhawks - Färjestad BK 4 - 3 (2-3, 1-0, 0-0, 0-0, 1-0) 5285 Malmö Arena 27 januari 2024 - Frölunda HC - HV 71 2 - 1 (0-1, 1-0, 1-0) 12044 Scandinavium - Rögle BK - Skellefteå AIK 1 - 4 (0-1, 0-1, 1-2) 6310 Catena Arena - MoDo Hockey - IF Malmö Redhawks 2 - 3 (2-0, 0-2, 0-1) 6008 Hägglunds Arena - Luleå HF - Linköping HC 2 - 4 (1-0, 0-1, 1-3) 6150 Coop Norrbotten Arena - Färjestad BK - Leksands IF 0 - 4 (0-2, 0-1, 0-1) 8250 Löfbergs Arena - Örebro HK - Timrå IK 0 - 2 (0-0, 0-1, 0-1) 5500 Behrn Arena - IK Oskarshamn - Växjö Lakers HC 1 - 5 (0-2, 0-2, 1-1) 3275 Be-Ge Hockey Center 30 januari 2024 - MoDo Hockey - Frölunda HC 1 - 3 (1-0, 0-1, 0-2) 4341 Hägglunds Arena - Leksands IF - Skellefteå AIK 1 - 5 (0-0, 0-2, 1-3) 5575 Tegera Arena - Örebro HK - Rögle BK 0 - 1 (0-0, 0-1, 0-0) 5044 Behrn Arena - Linköping HC - IK Oskarshamn 6 - 3 (3-1, 1-0, 2-2) 6023 Saab Arena - HV 71 - Färjestad BK 0 - 2 (0-1, 0-1, 0-0) 6800 Husqvarna Garden - Växjö Lakers HC - Luleå HF 0 - 2 (0-0, 0-0, 0-2) 5750 Vida Arena 1 februari 2024 - Luleå HF - Örebro HK 1 - 2 (0-1, 0-0, 1-1) 6150 Coop Norrbotten Arena - Skellefteå AIK - MoDo Hockey 2 - 3 (0-1, 1-1, 1-0, 0-0, 0-1) 5258 Skellefteå Kraft Arena - Timrå IK - HV 71 4 - 1 (2-1, 1-0, 1-0) 4469 SCA Arena - Färjestad BK - Linköping HC 5 - 2 (1-0, 2-1, 2-1) 6967 Löfbergs Arena - Frölunda HC - Leksands IF 3 - 1 (0-0, 3-1, 0-0) 11428 Scandinavium - IK Oskarshamn - IF Malmö Redhawks 1 - 5 (0-1, 0-1, 1-3) 2902 Be-Ge Hockey Center - Rögle BK - Växjö Lakers HC 1 - 2 (1-2, 0-0, 0-0) 5731 Catena Arena 3 februari 2024 - Linköping HC - Rögle BK 1 - 2 (0-1, 0-1, 1-0) 7302 Saab Arena - Frölunda HC - Luleå HF 3 - 2 (3-1, 0-0, 0-1) 12044 Scandinavium - HV 71 - IK Oskarshamn 10 - 1 (3-1, 3-0, 4-0) 6800 Husqvarna Garden - MoDo Hockey - Färjestad BK 0 - 6 (0-2, 0-0, 0-4) 6619 Hägglunds Arena - Leksands IF - Örebro HK 1 - 2 (0-0, 1-1, 0-0, 0-1) 7024 Tegera Arena - Växjö Lakers HC - Timrå IK 3 - 1 (1-0, 1-0, 1-1) 4811 Vida Arena 4 februari 2024 - IF Malmö Redhawks - Skellefteå AIK 3 - 4 (0-1, 2-1, 1-1, 0-1) 6368 Malmö Arena 13 februari 2024 - Luleå HF - IF Malmö Redhawks 5 - 2 (1-0, 3-1, 1-1) 6075 Coop Norrbotten Arena - Skellefteå AIK - Leksands IF 2 - 1 (2-1, 0-0, 0-0) 4602 Skellefteå Kraft Arena - Färjestad BK - HV 71 5 - 2 (1-1, 3-0, 1-1) 6931 Löfbergs Arena - Örebro HK - MoDo Hockey 1 - 2 (0-0, 0-2, 1-0) 5358 Behrn Arena - Frölunda HC - Timrå IK 3 - 2 (0-1, 0-0, 2-1, 0-0, 1-0) 10120 Scandinavium - IK Oskarshamn - Linköping HC 3 - 5 (0-3, 2-1, 1-1) 3001 Be-Ge Hockey Center 15 februari 2024 - Timrå IK - IF Malmö Redhawks 3 - 2 (0-1, 1-1, 1-0, 0-0, 1-0) 4382 SCA Arena - MoDo Hockey - IK Oskarshamn 3 - 1 (1-0, 1-0, 1-1) 4832 Hägglunds Arena - Leksands IF - Färjestad BK 1 - 4 (1-1, 0-2, 0-1) 6105 Tegera Arena - Linköping HC - Skellefteå AIK 2 - 3 (0-0, 0-0, 2-2, 0-1) 5045 Saab Arena - Frölunda HC - Växjö Lakers HC 5 - 3 (3-1, 0-1, 2-1) 12044 Scandinavium - HV 71 - Luleå HF 3 - 2 (0-0, 1-1, 2-1) 6471 Husqvarna Garden - Rögle BK - Örebro HK 2 - 3 (1-0, 0-2, 1-1) 5563 Catena Arena 17 februari 2024 - Linköping HC - Luleå HF 3 - 1 (0-0, 1-0, 2-1) 7026 Saab Arena - HV 71 - Skellefteå AIK 1 - 4 (0-2, 1-0, 0-2) 6800 Husqvarna Garden - IF Malmö Redhawks - Örebro HK 4 - 3 (2-0, 0-2, 1-1, 0-0, 1-0) 5802 Malmö Arena - MoDo Hockey - Timrå IK 7 - 1 (2-0, 2-1, 3-0) 7115 Hägglunds Arena - IK Oskarshamn - Frölunda HC 1 - 2 (1-0, 0-2, 0-0) 3125 Be-Ge Hockey Center - Leksands IF - Växjö Lakers HC 1 - 6 (0-2, 0-2, 1-2) 5843 Tegera Arena - Rögle BK - Färjestad BK 1 - 3 (0-1, 0-1, 1-1) 6212 Catena Arena 22 februari 2024 - Luleå HF - IK Oskarshamn 4 - 0 (1-0, 2-0, 1-0) 6150 Coop Norrbotten Arena - MoDo Hockey - Skellefteå AIK 3 - 7 (1-2, 1-3, 1-2) 5444 Hägglunds Arena - Örebro HK - Leksands IF 2 - 1 (0-0, 0-1, 1-0, 1-0) 5500 Behrn Arena - HV 71 - Timrå IK 2 - 3 (0-1, 2-2, 0-0) 6742 Husqvarna Garden - Växjö Lakers HC - Färjestad BK 3 - 4 (1-1, 1-0, 1-2, 0-0, 0-1) 5750 Vida Arena - Rögle BK - Frölunda HC 3 - 4 (0-0, 1-2, 2-1, 0-1) 6234 Catena Arena - IF Malmö Redhawks - Linköping HC 1 - 3 (0-3, 0-0, 1-0) 6431 Malmö Arena 24 februari 2024 - Timrå IK - Växjö Lakers HC 2 - 1 (1-1, 1-0, 0-0) 5599 SCA Arena - Leksands IF - Luleå HF 4 - 3 (0-1, 3-2, 1-0) 7650 Tegera Arena - IF Malmö Redhawks - Rögle BK 2 - 3 (1-1, 0-1, 1-1) 12600 Malmö Arena - Skellefteå AIK - IK Oskarshamn 5 - 3 (3-2, 0-0, 2-1) 5520 Skellefteå Kraft Arena - Färjestad BK - Örebro HK 4 - 3 (2-2, 0-0, 1-1, 1-0) 8250 Löfbergs Arena - Linköping HC - MoDo Hockey 2 - 3 (0-0, 1-1, 1-1, 0-1) 7289 Saab Arena - HV 71 - Frölunda HC 2 - 1 (0-0, 1-1, 0-0, 0-0, 1-0) 6800 Husqvarna Garden 27 februari 2024 - Luleå HF - Skellefteå AIK 2 - 0 (1-0, 0-0, 1-0) 6150 Coop Norrbotten Arena - Timrå IK - Örebro HK 2 - 3 (1-1, 0-1, 1-0, 0-0, 0-1) 4340 SCA Arena - MoDo Hockey - Växjö Lakers HC 3 - 4 (1-1, 0-1, 2-1, 0-0, 0-1) 4279 Hägglunds Arena - Linköping HC - Färjestad BK 3 - 6 (2-4, 0-0, 1-2) 6684 Saab Arena - Frölunda HC - IF Malmö Redhawks 1 - 4 (0-0, 1-1, 0-3) 9304 Scandinavium - IK Oskarshamn - Leksands IF 2 - 3 (0-2, 2-0, 0-0, 0-1) 2973 Be-Ge Hockey Center - Rögle BK - HV 71 4 - 1 (0-1, 3-0, 1-0) 6195 Catena Arena 29 februari 2024 - Skellefteå AIK - Rögle BK 3 - 1 (1-0, 1-0, 1-1) 4643 Skellefteå Kraft Arena - Leksands IF - Frölunda HC 3 - 0 (1-0, 2-0, 0-0) 6160 Tegera Arena - Örebro HK - Luleå HF 2 - 1 (1-0, 0-0, 1-1) 5500 Behrn Arena - HV 71 - MoDo Hockey 1 - 4 (0-1, 0-1, 1-2) 6800 Husqvarna Garden - Växjö Lakers HC - Linköping HC 5 - 2 (2-1, 1-0, 2-1) 5682 Vida Arena - IF Malmö Redhawks - IK Oskarshamn 4 - 1 (2-0, 1-1, 1-0) 4941 Malmö Arena 2 mars 2024 - Luleå HF - Rögle BK 1 - 2 (0-0, 1-1, 0-0, 0-0, 0-1) 6150 Coop Norrbotten Arena - Linköping HC - HV 71 4 - 1 (0-1, 3-0, 1-0) 8190 Saab Arena - Frölunda HC - MoDo Hockey 4 - 1 (1-0, 2-0, 1-1) 12044 Scandinavium - Timrå IK - Skellefteå AIK 3 - 5 (0-1, 3-2, 0-2) 5429 SCA Arena - Leksands IF - IF Malmö Redhawks 4 - 1 (0-1, 2-0, 2-0) 6843 Tegera Arena - Örebro HK - Växjö Lakers HC 1 - 2 (1-0, 0-2, 0-0) 5500 Behrn Arena - IK Oskarshamn - Färjestad BK 1 - 4 (1-2, 0-0, 0-2) 3022 Be-Ge Hockey Center 5 mars 2024 - Skellefteå AIK - Färjestad BK 2 - 3 (0-1, 1-1, 1-1) 5503 Skellefteå Kraft Arena - Timrå IK - IK Oskarshamn 4 - 3 (1-1, 1-0, 1-2, 1-0) 4517 SCA Arena - MoDo Hockey - Luleå HF 2 - 3 (0-1, 0-1, 2-0, 0-1) 6542 Hägglunds Arena - Frölunda HC - Linköping HC 3 - 2 (0-0, 1-1, 1-1, 1-0) 9881 Scandinavium - HV 71 - Örebro HK 3 - 2 (2-1, 0-1, 1-0) 6724 Husqvarna Garden - Rögle BK - Leksands IF 1 - 2 (0-0, 0-1, 1-1) 6272 Catena Arena - IF Malmö Redhawks - Växjö Lakers HC 3 - 1 (1-1, 1-0, 1-0) 5308 Malmö Arena 7 mars 2024 - Luleå HF - Frölunda HC 2 - 4 (1-1, 0-1, 1-2) 6150 Coop Norrbotten Arena - Leksands IF - MoDo Hockey 6 - 3 (3-2, 1-1, 2-0) 6375 Tegera Arena - Färjestad BK - IF Malmö Redhawks 5 - 4 (1-0, 2-1, 2-3) 7940 Löfbergs Arena - Örebro HK - Skellefteå AIK 0 - 6 (0-1, 0-3, 0-2) 5500 Behrn Arena - Linköping HC - Timrå IK 5 - 4 (1-1, 1-1, 2-2, 0-0, 1-0) 7263 Saab Arena - IK Oskarshamn - Rögle BK 0 - 3 (0-0, 0-0, 0-3) 2741 Be-Ge Hockey Center - Växjö Lakers HC - HV 71 4 - 2 (0-2, 1-0, 3-0) 5672 Vida Arena 9 mars 2024 - Skellefteå AIK - Växjö Lakers HC 4 - 0 (0-0, 1-0, 3-0) 5801 Skellefteå Kraft Arena - Timrå IK - Luleå HF 2 - 3 (1-1, 1-1, 0-1) 5595 SCA Arena - Frölunda HC - Färjestad BK 5 - 4 (2-1, 2-2, 0-1, 0-0, 1-0) 12044 Scandinavium - Rögle BK - Linköping HC 5 - 2 (2-1, 1-0, 2-1) 6310 Catena Arena - MoDo Hockey - IF Malmö Redhawks 6 - 4 (3-1, 1-1, 2-2) 7115 Hägglunds Arena - HV 71 - Leksands IF 1 - 2 (0-1, 1-0, 0-1) 6800 Husqvarna Garden - IK Oskarshamn - Örebro HK 3 - 1 (2-0, 0-0, 1-1) 2830 Be-Ge Hockey Center 12 mars 2024 - Leksands IF - Timrå IK 2 - 1 (1-0, 0-0, 1-1) 5103 Tegera Arena - Färjestad BK - Luleå HF 2 - 3 (1-2, 1-0, 0-0, 0-1) 8136 Löfbergs Arena - Linköping HC - Örebro HK 2 - 3 (1-0, 1-1, 0-1, 0-0, 0-1) 6129 Saab Arena - Frölunda HC - Skellefteå AIK 4 - 2 (1-1, 1-0, 2-1) 10162 Scandinavium - Växjö Lakers HC - IK Oskarshamn 3 - 1 (1-1, 1-0, 1-0) 4860 Vida Arena - Rögle BK - MoDo Hockey 1 - 0 (0-0, 0-0, 0-0, 1-0) 6310 Catena Arena - IF Malmö Redhawks - HV 71 4 - 3 (0-0, 2-1, 2-2) 6459 Malmö Arena |